# Страсбур-5
Страсбу́р-5 (фр. Strasbourg-5, [stʁa.zbuʁ]) — кантон на северо-востоке Франции в регионе Гранд-Эст (бывший Эльзас — Шампань — Арденны — Лотарингия), департамент Нижний Рейн, округ Страсбур.

## История
Один из десяти кантонов, которые были созданы в 1962 году в результате упразднения кантонов Страсбур-Нор, Страсбур-Сюд, Страсбур-Уэст и Страсбур-Эст.
До реформы 2015 года в кантон входила часть Страсбура. По закону от 17 мая 2013 и декрету от 18 февраля 2014 года количество кантонов в департаменте Нижний Рейн уменьшилось с 44 до 23. Новое территориальное деление департаментов на кантоны вступило в силу во время выборов 2015 года. После реформы количество кантонов Страсбура сократилось с десяти до шести.
Начиная с выборов в марте 2015 года, советники избираются по смешанной системе (мажоритарной и пропорциональной). Избиратели каждого кантона выбирают Совет департамента (новое название генерального Совета): двух советников разного пола. Этот новый механизм голосования потребовал перераспределения коммун по кантонам, количество которых в департаменте уменьшилось вдвое с округлением итоговой величины вверх до нечётного числа в соответствии с условиями минимального порога, определённого статьёй 4 закона от 17 мая 2013 года. В результате пересмотра общее количество кантонов департамента Верхний Рейн в 2015 году уменьшилось с 44-х до 23-х.
Советники департаментов избираются сроком на 6 лет. Выборы территориальных и генеральных советников проводят по смешанной системе: 80 % мест распределяется по мажоритарной системе и 20 % — по пропорциональной системе на основе списка департаментов. В соответствии с действующей во Франции избирательной системой для победы на выборах кандидату в первом туре необходимо получить абсолютное большинство голосов (то есть больше половины голосов из числа не менее 25 % зарегистрированных избирателей). В случае, когда по результатам первого тура ни один кандидат не набирает абсолютного большинства голосов, проводится второй тур голосования. К участию во втором туре допускаются только те кандидаты, которые в первом туре получили поддержку не менее 12,5 % от зарегистрированных и проголосовавших «за» избирателей. При этом, для победы во втором туре выборов достаточно простого большинства (побеждает кандидат, набравший наибольшее число голосов).

## Консулы кантона
| Период      | Консул              | Должность |
| ----------- | ------------------- | --------- |
| 1962 — 1964 | François Marxer     |           |
| 1964 — 1976 | René Radius         |           |
| 1976 — 1982 | Marc Brunschweiller |           |
| 1982 — 2001 | Robert Grossmann    |           |
| 2001 — 2015 | Yves Le Tallec      |           |

После реформы 2015 года консулов избирают парами:
| Консулы кантона после реформы 2015 года: | Консулы кантона после реформы 2015 года: | Консулы кантона после реформы 2015 года: | Консулы кантона после реформы 2015 года: |
| Период                                   | Пара консулов                            | Статус                                   | Должность                                |
| ---------------------------------------- | ---------------------------------------- | ---------------------------------------- | ---------------------------------------- |
| 2015 — 2021                              | Olivier Bitz                             | PS                                       | Заместитель мэра коммуны Страсбур        |
| 2015 — 2021                              | Françoise Buffet                         | PS                                       | Заместитель мэра коммуны Страсбур        |

## Состав кантона
С марта 2015 года в составе кантона часть Страсбура, суммарная численность населения — 40 611 человек (по данным INSEE, 2013).